# António Belo
António Tony Belo († Januar 2021 in Portugal) war ein osttimoresischer Unabhängigkeitsaktivist der FRETILIN.
Belo gehörte zu den osttimoresischen und australischen Aktivisten, die bei Darwin eine Funkstation von Radio Maubere betrieben und Kontakt mit dem bewaffneten Widerstand gegen die indonesischen Invasoren hielten. Belos erste Sendestation wurde am 25. Januar 1976 von der australischen Polizei wegen „illegaler internationaler Kommunikation“ beschlagnahmt und er verhaftet. Mit der Hilfe von Brian Thomas Manning und Denis Freney baute Belo eine neue Kommunikationsstation in Batchelor auf. Eine zweite entstand parallel auf der Cox-Halbinsel. Um die Polizei zu täuschen, verbreitete Belo das Gerücht, er würde nach Macau gehen und seine Radiostation erhielt den Namen „Mount Macau“. Belo erkrankte aber später und musste zur Behandlung nach Adelaide, so dass nur noch die Station auf der Cox-Halbinsel verblieb. Später war Belo mit „sehr spezifischen Aufträgen“ zu Besuch im besetzten Osttimor.
Belo reiste 2020 nach Portugal, um seinen Bruder zu besuchen. Gemeinsam wollte man nach Osttimor zurückkehren, doch die COVID-19-Pandemie verhinderte die Rückreise. Im Januar 2021 verstarb Belo in Portugal. Seine Asche wurde am 15. März in einem Flugzeug, das portugiesische Bürger von Osttimor nach Europa zurückbringen sollte, nach Osttimor überführt. Am Flughafen nahm Friedensnobelpreisträger José Ramos-Horta die Urne entgegen, der den Verstorbenen einen „unvergesslichen Bruder im Kampf“ nannte. In einer kleinen Prozession wurde die Asche zunächst zum Friedhof von Santa Cruz gebracht. Immer wenn Belo von Reisen nach Osttimor zurückkehrte, besuchte er als Erstes den Friedhof, um für die Opfer des Santa-Cruz-Massakers zu beten. Danach wurde die Urne in das Haus der Familie im Stadtteil Bairo dos Grilos gebracht.